# Hang Sun
Hang Sun (romanización de 孙航 (1963) es un botánico chino, siendo especialista taxonómico en las familias de Fabaceae, Papaveraceae, y otros.

## Algunas publicaciones
- Dian Xiang Zhang, ren Sa, delin Wu, dezhao Chen, hang Sun, puhua Huang, michael g. Gilbert, mats Thulin, c. melanie Wilmot-Dear, hiroyoshi Ohashi. 2010. Phaseoleae in der Flora of China 10: 196: Online. (Abschnitt Beschreibung, Verbreitung, Nutzung und Systematik)

- ----------------------, zhi Wei, dezhao Chen, hang Sun, les Pedley. 2010. Millettieae in der Flora of China 10: 165: Online. (Abschnitt Beschreibung und Systematik)

- ze-long Nie, jun Wen, hang Sun, bruce Bartholomew. 2005. Monophyly of Kelloggia Torrey ex Benth. (Rubiaceae) and evolution of its intercontinental disjunction between western North America and eastern Asia. Am. J. of Botany 92: 642-652

- La abreviatura «H.Sun» se emplea para indicar a Hang Sun como autoridad en la descripción y clasificación científica de los vegetales.[4]